# Pesukei dezimra
Pesukei dezimra (em hebraico:  פְסוּקֵי דְּזִמְרָא, P'suqế dh'zimra; "Versos do canto") ou zemirot, como são chamados na tradição espanhola e portuguesa, são um grupo de louvores que podem ser recitados diariamente durante os cultos judaicos da manhã. Eles consistem em várias bênçãos, salmos e sequências de versículos. Historicamente, o Pesukei dezimra era uma prática apenas dos especialmente piedosos. No entanto, tornou-se um costume generalizado entre os leigos em todos os vários ritos da oração judaica.
O objetivo de Pesukei dezimra é que um indivíduo recite louvores a Deus antes de fazer pedidos de Deus em oração que ocorre mais tarde durante o Shacharit e ao longo do dia.